# Hohenbergia inermis
Hohenbergia inermis är en gräsväxtart som beskrevs av Carl Christian Mez. Hohenbergia inermis ingår i släktet Hohenbergia och familjen Bromeliaceae.
Artens utbredningsområde är Jamaica. Inga underarter finns listade i Catalogue of Life.